# San Giuseppe Vesuviano
San Giuseppe Vesuviano ist eine Gemeinde mit 30.400 Einwohnern (Stand 31. Dezember 2023) in der Metropolitanstadt Neapel, Region Kampanien.
Die Nachbarorte von San Giuseppe Vesuviano sind Ottaviano, Palma Campania, Poggiomarino, San Gennaro Vesuviano und Terzigno.

## Bevölkerungsentwicklung
Zwischen 1991 und 2001 fiel die Einwohnerzahl von 26.336 auf 24.531. Dies entspricht einer prozentualen Abnahme von 6,9 %.

## Söhne und Töchter der Gemeinde
- Vincenzo Auricchio (1916–1970), Automobil- und Motorbootrennfahrer sowie Industrieller